# Haplotaxodon
Haplotaxodon is een geslacht van straalvinnige vissen uit de familie van de cichliden (Cichlidae).

## Soorten
- Haplotaxodon microlepis Boulenger, 1906
- Haplotaxodon trifasciatus Takahashi & Nakaya, 1999